# Kovin
Kovin (in serbo Ковин?, in ungherese Kevevára, in romeno Cuvin) è una città e una municipalità del distretto del Banato Meridionale nel sud-est della provincia autonoma della Voivodina.